# Chuối rẻ quạt
Chuối rẻ quạt còn được gọi là cây chuối quạt hay chuối cọ (danh pháp hai phần: Ravenala madagascariensis) là một loài thực vật thuộc họ Thiên điểu (Strelitziaceae), đặc hữu của Madagascar. Tuy vậy nó không phải là chuối (họ Musaceae) và cũng không phải là cọ (họ Arecaceae), Chuối rẻ quạt là loài duy nhất của chi Ravenala.

## Tên gọi
Tên chuối rẻ quạt được gọi theo hình dạng của nó giống cái quạt (loại quạt xòe) khi lá cây chỉ phát triển ra 2 bên trong một mặt phẳng. Khi cây lớn lên, các lá cũ rụng hoặc bị cắt đi, để lại phần gốc trông giống gốc cây cọ nên cũng được gọi là chuối cọ. Trong tiếng Anh, tên của cây có nghĩa là "cây của lữ khách" (traveller's tree) vì bẹ lá có thể giữ được nước mưa nên là nguồn nước quý giá cho lữ khách trong rừng (tránh nhầm lẫn với chất lỏng trong thân cây, dân ta hay gọi là nhựa có màu sẫm và không uống trực tiếp được). Tên khoa học của cây, từ Ravenala xuất phát từ một từ tiếng Madagascar, ravinala có nghĩa là "lá của rừng".

## Mô tả
Cây có thân hóa gỗ, cao trung bình 7 mét (có thể tới 10 m). Lá hình bầu dục có cuống dài, xếp trật tự 2 bên thân tạo thành khối dẹt trông giống như chiếc quạt giấy màu xanh xòe ra. Khi lá rụng đi để lại vết sẹo và thân cây màu xám nâu. Hoa lớn màu trắng mọc ở kẽ lá, phần trên ngọn. Hoa có hình dạng tương tự như những loài khác cùng họ (hoa nở ra trông giống hình dáng con chim thiên đường nên đặt tên là họ Thiên điểu), mặc dù vậy hoa của chuối rẻ quạt không được đánh giá cao bởi màu sắc đài hoa là màu xanh giống bẹ lá, hơn nữa dù cả chùm hoa khá to nhưng phần cánh hoa nở ra lại tương đối nhỏ, màu trắng ít nổi bật. Ngoài ra hoa có mật ngọt thu hút ong, ruồi, kiến. Thường ra hoa vào mùa thu, tuy nhiên có sự sai khác do thời tiết.

## Trồng trọt
Cây đòi hỏi trồng ở vị trí thoáng rộng, có nhiều nắng (lúc nhỏ thì không cần nhiều nắng). Cây hấp thụ tốt phân bón, đặc biệt là lượng phân đạm cao trong thời kì phát triển. Cây phát triển tới chiều cao trung bình 7 mét và yêu cầu lượng nước trung bình.

## Công dụng
Nước mưa đọng ở đáy bẹ lá có thể dùng uống được khi không có nguồn nước. Ở Việt Nam, cây được trồng làm cảnh.

## Hình ảnh

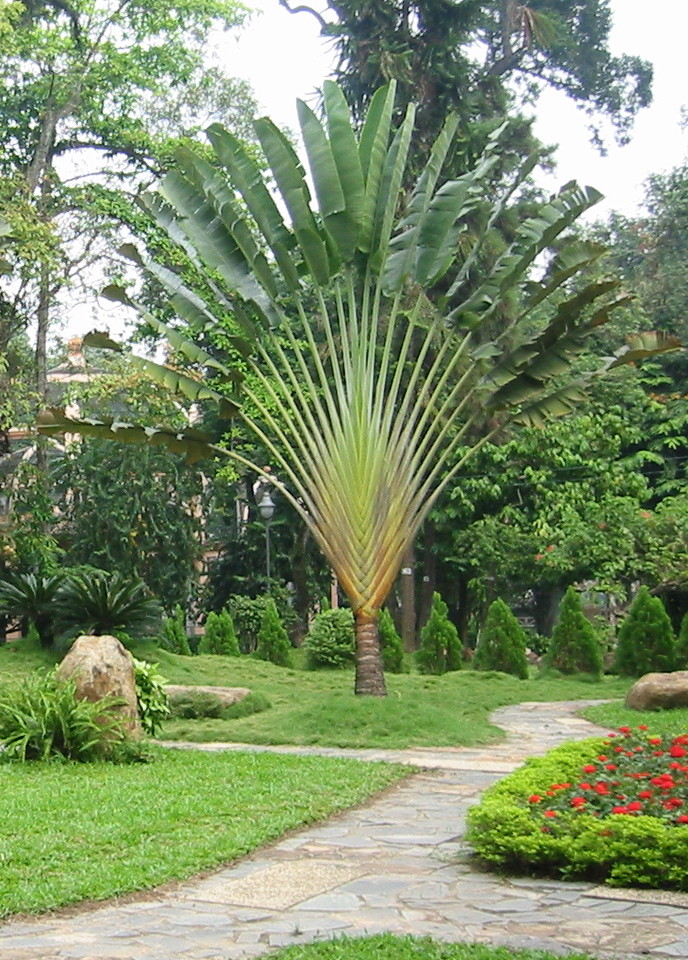
Quạt chuối ở Thảo Cầm Viên Sài Gòn
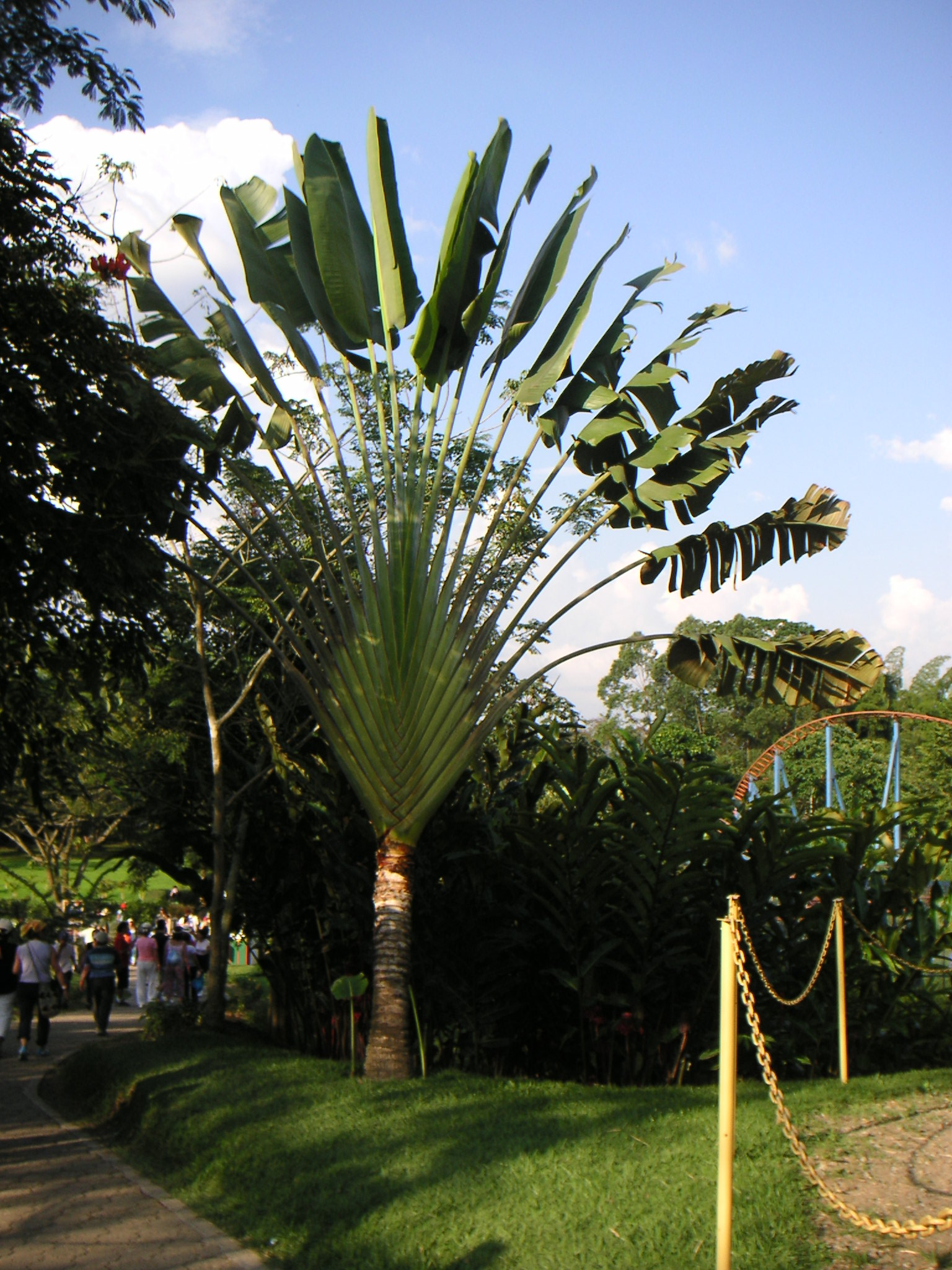
Chuối rẻ quạt ở Colombia
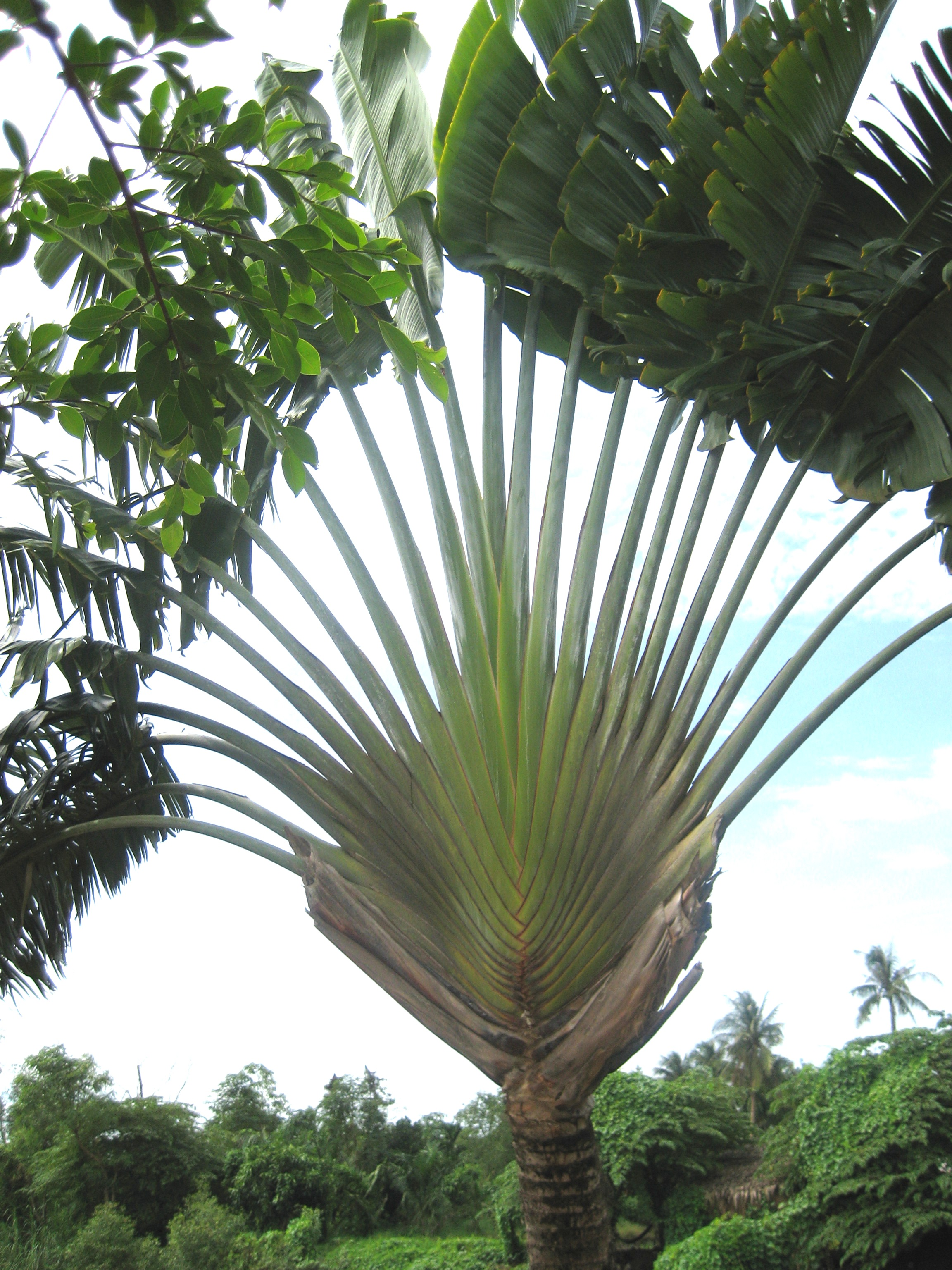
Chuối rẻ quạt tại Cần Thơ
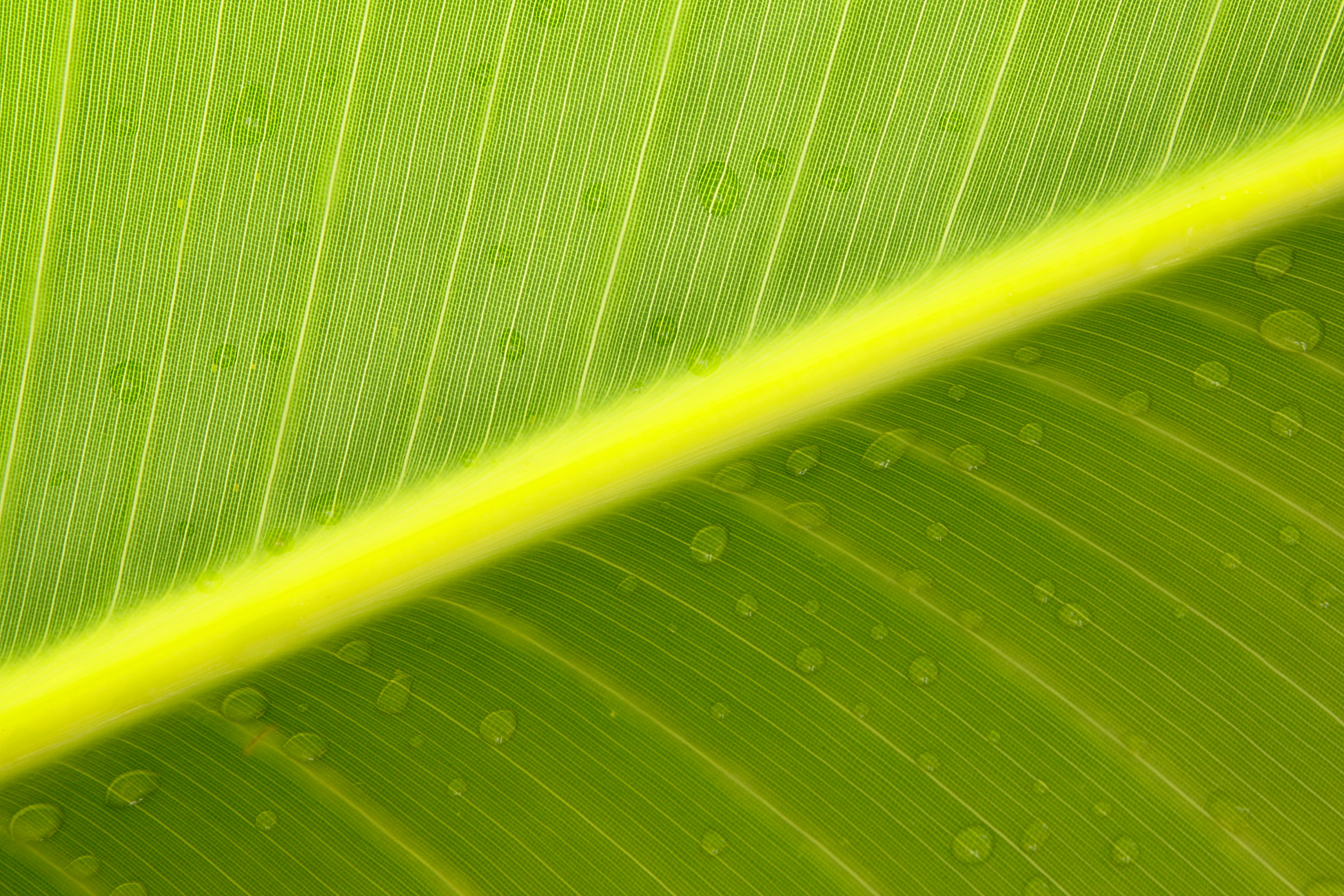
Chi tiết cấu trúc của lá
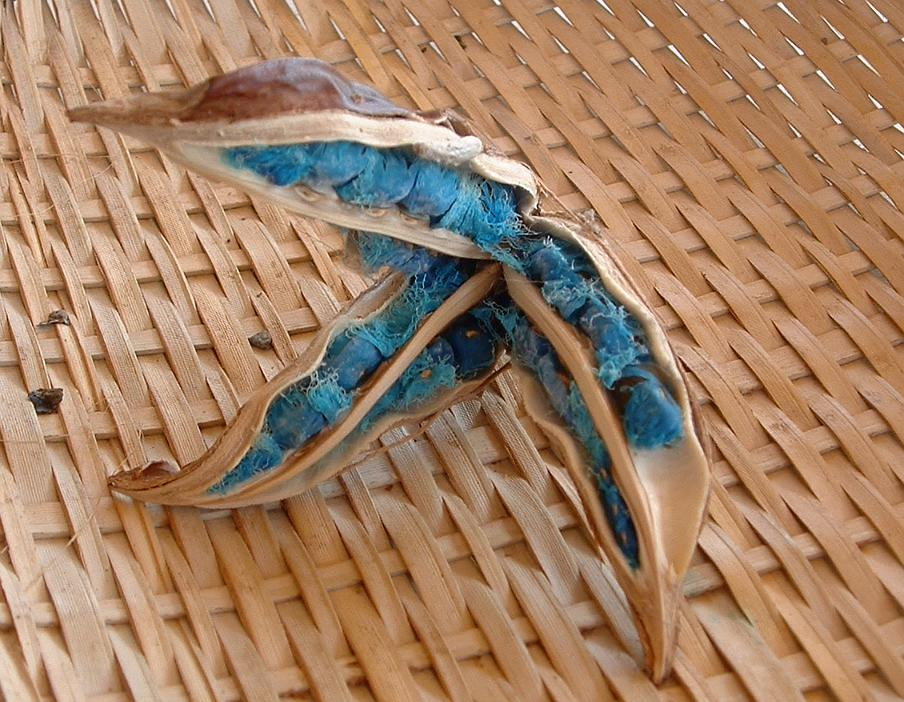
Hạt giống
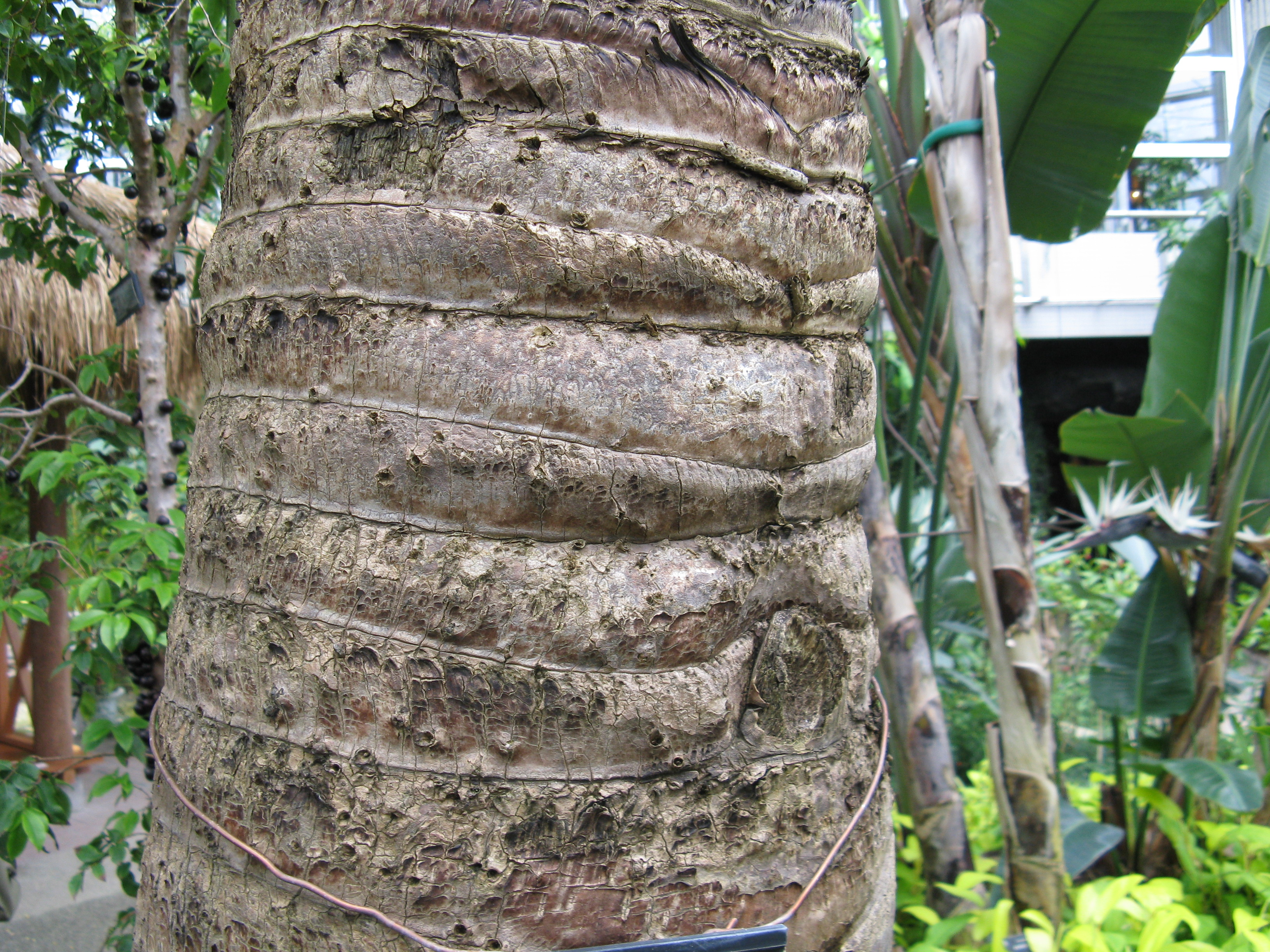
Thân cây
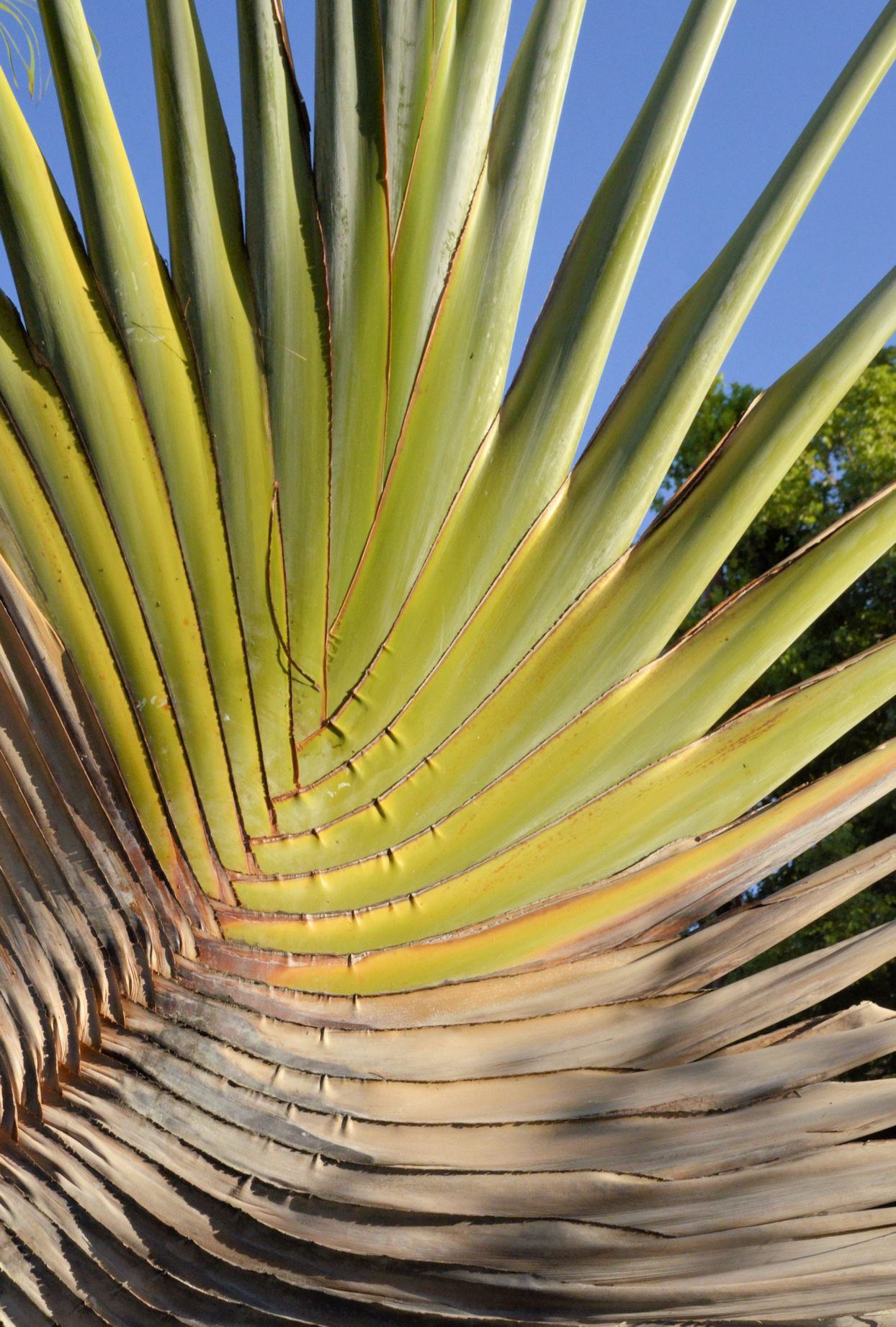
Các cuống lá già khô màu nâu